# Совєтське міське поселення (Марій Ел)
Совє́тське міське поселення (рос. Советское городское поселение) — муніципальне утворення у складі Совєтського району Марій Ел, Росія. Адміністративний центр — селище міського типу Совєтський.

## Історія
Станом на 2002 рік існували Совєтська селищна рада (смт Совєтський, селище Комсомольський) та Ургакська сільська рада (селище Ургакш, присілки Новий Ургакш, Старий Ургакш). Пізніше селище Комсомольський було передане до складу Верх-Ушнурського сільського поселення, присілки Новий Ургакш та Старий Ургакш — до складу Вятського сільського поселення.

## Населення
Населення — 11770 осіб (2019, 12076 у 2010, 12285 у 2002).

## Склад
До складу поселення входять такі населені пункти:
| Населений пункт                  | Населення, осіб (2002) | Населення, осіб (2010) |
| -------------------------------- | ---------------------- | ---------------------- |
| Совєтський, селище міського типу | 10806                  | 10664                  |
| Ургакш, селище                   | 1251                   | 1385                   |
| Шулиндіно, присілок              | -                      | 27                     |